# Mary Kingsley

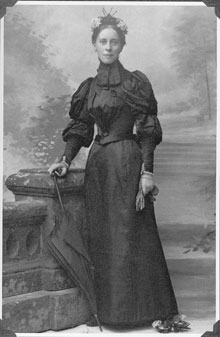
Mary Kingsley, um 1895

Mary Henrietta Kingsley (* 13. Oktober 1862 in Islington; † 3. Juni 1900 in Simon’s Town, Südafrika) war eine britische Forschungsreisende, Ethnologin, Reiseschriftstellerin und Vortragsreisende. Bekannt wurde sie durch ihren Reisebericht Travels in West Africa (1897).

## Leben

### Häusliche Situation

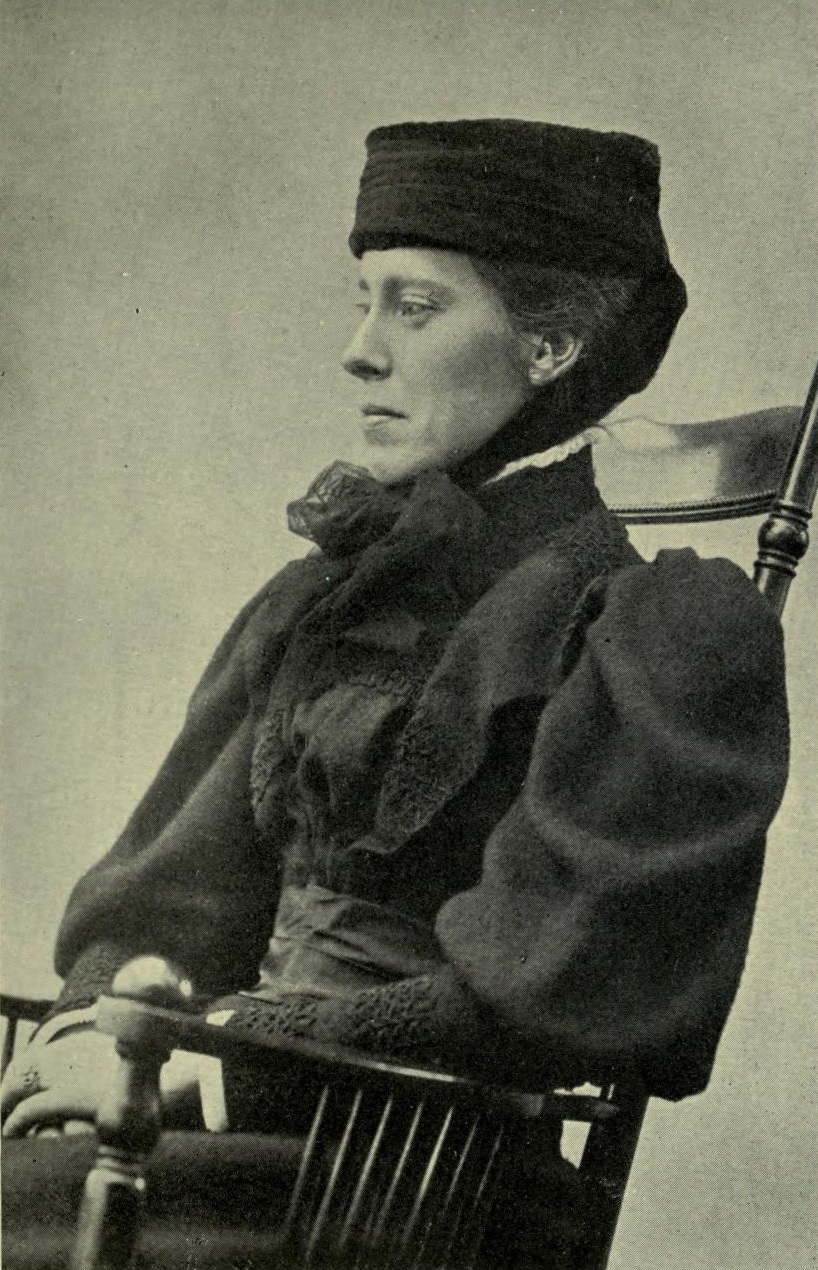
Mary Kingsley, Fotograf: A. G. Dew-Smith (1843–1903)

Mary Kingsley war die Tochter des Arztes George Henry Kingsley (ein Bruder des Schriftstellers Charles Kingsley) und seiner Hausangestellten, der Köchin Mary Bailey.
Die Ehe der Eltern, die vier Tage vor der Geburt von Tochter Mary geschlossen wurde, galt aufgrund des Klassenunterschieds als nicht standesgemäß und Mary Bailey Kingsley wurde von der Familie ihres Mannes mit Ausnahme von dessen Bruder Henry weitgehend ignoriert. George Henry Kingsley selbst hielt sich selten zu Hause auf; als Leibarzt begleitete er häufig meist adlige Dienstherren (u. a. den Earl of Pembroke) auf deren Reisen. 1866 wurde Marys Bruder Charles George Kingsley geboren.
Während dem Bruder eine Schulausbildung und daran anschließend ein Studium ermöglicht wurden, verbrachte Mary Kingsley die meiste Zeit mit ihrer später pflegebedürftigen Mutter zu Hause, wobei auf Wunsch der Mutter die Fenster des Hauses meist abgedunkelt blieben. Eine Schule besuchte sie nie; die einzige formale Bildung, die ihr Vater ihr finanzierte, war privater Deutschunterricht, damit sie ihn bei seinen hobbyethnologischen Studien unterstützen konnte. Darüber hinaus eignete sie sich ihr Wissen vorwiegend aus der Bibliothek des Vaters an. Zu ihrer Lektüre gehörten Bücher über Physik, Chemie, Geografie, Ethnologie und Theologie, außerdem Reise- und Abenteuerliteratur sowie Do-it-yourself-Zeitschriften.
Die Familie zog 1886 nach Cambridge. Hier begann Mary Kingsley, ihre nervenkranke Mutter als Gastgeberin bei den Teegesellschaften und Gelehrtenzirkeln ihres mittlerweile dauerhaft zurückgekehrten Vaters zu vertreten, und es gelang ihr erstmals, sich einen eigenen Freundeskreis außer Haus aufzubauen.
Im Abstand von sechs Wochen verstarben im Frühjahr 1892 zunächst Kingsleys Vater und dann ihre Mutter. Kingsley, die nun erstmals sowohl frei von familiärer Verantwortung als auch ohne Aufgabe war, entschloss sich bald darauf, auf Reisen zu gehen. Motiviert durch ihre Lektüre entschied sie sich für Westafrika; eine erste Probereise führte sie noch 1892 auf die Kanarischen Inseln. Anschließend machte sie eine Kurzausbildung in Krankenpflege in der Diakonissenanstalt Kaiserswerth. Die erworbenen Fähigkeiten halfen ihr, einerseits ihre eigene Gesundheit zu bewahren, und andererseits konnte sie durch kleinere medizinische Hilfeleistungen Freundschaften und Anerkennung erwerben.

### Reisen nach Afrika
Kingsley startete im August 1893 von England aus mit einem Frachtschiff nach Afrika. Sie segelte darauf die Küste entlang über Freetown in Sierra Leone bis nach Angola. Bei Cabinda, auf der Insel Fernando Póo und dem unteren Kongo betrieb sie erste ethnologische Feldstudien. Sie lebte dort bei Einheimischen, von denen sie unter anderem nützliche Fähigkeiten für ihre Reisen in den afrikanischen Dschungel lernte.

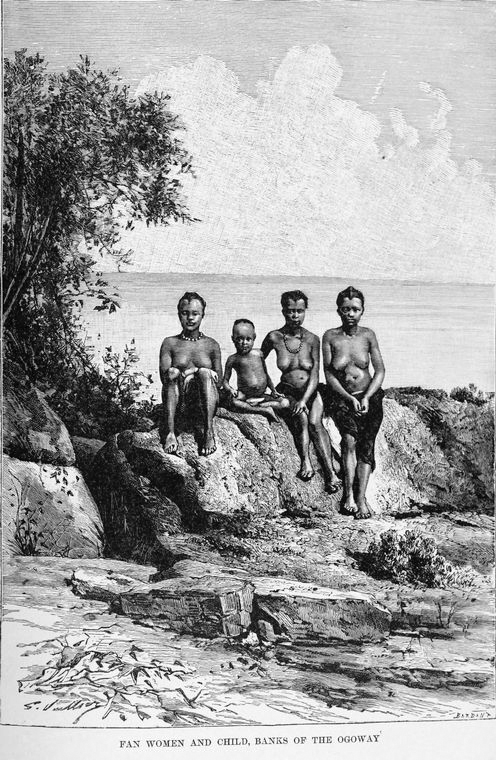
Frauen der Fang mit Kind am Ufer des Ogooué (1892)

Ihre Route führte sie über die französische Kolonie Kongo (heute Gabun) schließlich nach Calabar, von wo aus sie im Januar 1894 heimkehrte. Ihre Berichte erregten Interesse und sie baute Kontakte zum British Museum auf. Der Zoologe Albert Günther des British Museum stattete sie mit einer Ausrüstung für folgende Reisen aus und verschaffte ihr einen Buchvertrag.
Nach Vorbereitungen für eine zweite Reise brach Kingsley am 23. Dezember 1894 mit der Batanga von Liverpool aus zu ihrer nächsten Expedition auf. Über die Goldküste und Old Calabar erreichte sie erneut die französische Kolonie Kongo. Sie fuhr erst mit dem Dampfschiff, dann mit dem Kanu den Fluss Ogooué hinauf, wobei sie Fische sammelte, die zum Teil in Europa noch nicht katalogisiert waren. In Begleitung indigener Reiseführer und Gepäckträger nahm Kingsley dann eine Route durch den Busch zum Ufer des Flusses Remboué. Sie handelte dabei britische Stoffe und Metallwaren gegen Kautschuk und Elfenbein, um sich zum einen den Aufenthalt zu finanzieren und zum anderen mit den Menschen leichter ins Gespräch zu kommen. Auf der Reise freundete sie sich auch mit britischen Händlern an, insbesondere den in der weißen Kolonialgesellschaft als eher rüpelhaft beleumundeten Palmölhändlern aus dem Raum Liverpool. Nach ihrer Expedition durch den Busch fuhr Kingsley zurück zur Küste, nach Corisco und in die damalige deutsche Kolonie Kamerun. Sie bestieg, wiederum in Begleitung von indigenen Gepäckträgern und Reiseführern, als erste europäische Frau den 4.095 m hohen vulkanischen Kamerunberg, Westafrikas höchsten Gipfel. Aus Kamerun trat sie im November 1895 über Calabar die Heimreise an.
Nach ihrer Rückkehr beschrieb Kingsley in schillernden Farben und mit selbstironischem Humor ihre Reise in ihrem 700-seitigen Reisebericht Travels in West Africa. Neben ausgiebigen ethnologischen Betrachtungen und geografischen Beschreibungen enthält das Buch zahlreiche Anekdoten über Kingsleys Erlebnisse mit vermeintlichen und realen Gefahren zu Wasser und zu Land, freundliche wie misslungene Kontakte mit Mitgliedern des westafrikanischen Volkes der Fang sowie Begegnungen mit Blutegeln, Flusspferden, Gorillas, Elefanten und Krokodilen. Ein Missgeschick mit einer Wildtierfalle liest sich folgendermaßen:

“About five o'clock I was off ahead and noticed a path which I had been told I should met with, and, when met with, I must follow. The path was slightly indistinct, but by keeping my eye on it I could see it. […] I made a short cut for it and the next news was I was in a heap, on a lot of spikes, some fifteen feet or so below ground level, at the bottom of a bag-shaped game pit.
It is at these times you realise the blessing of a good thick skirt. Had I paid heed to the advice of many people in England, who ought to have known better, and did not do it themselves, and adopted masculine garments, I should have been spiked to the bone, and done for. Whereas, save for a good many bruises, here I was with the fulness of my skirt tucked under me, sitting on nine ebony spikes some twelve inches long, in comparative comfort, howling lustily to be hauled out. […] The Passenger came […], and he looked down. 'You kill?' says he. 'Not much,' say I, 'get a bush-rope and haul me out.'”

Die Insekten, Reptilien und Fische, die sie auf der Reise gesammelt oder sammeln lassen hatte, überließ sie dem Britischen Museum.

### Vorlesungen und Bücher

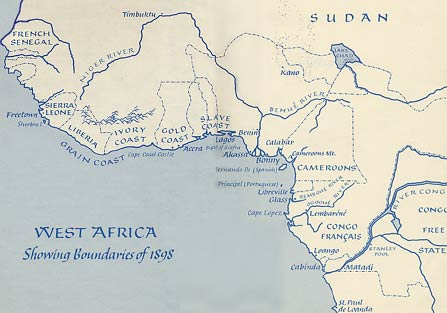
Westküste Afrikas

Nachrichten von ihren Reisen erreichten bald England, und ihre Rückkehr im November 1895 stieß auf reges öffentliches Interesse. Ihr Buch Travels in West Africa wurde bald nach Erscheinen ein Bestseller und machte sie zu einer begehrten Vortragsreisenden. In den folgenden drei Jahren hielt sie zahlreiche Vorlesungen über das Leben in Afrika, zu seiner Fauna, Flora und „Folklore“.
Kingsley schrieb neben ihrem Reisebericht Travels in West Africa (1897) mit dem eher politischen Werk West African Studies (1899) ein weiteres Buch über ihre Reise. Jenes verstand sie als Beitrag zur Diskussion über die britische koloniale Praxis; hierin erörterte sie auch ihre Gedanken zu einer möglichen Zukunft der Verwaltung der britischen Kolonien. Dabei setzte sie zwar stärker auf Selbstverwaltung als das unter Joseph Chamberlain mittlerweile zentralistische Kolonialministerium; nichtsdestotrotz begriff Kingsley sich eindeutig als Imperialistin und Kolonialistin. Es ging ihr nicht darum, den Kolonialismus abzuschaffen, sondern ihn zu reformieren und nicht zuletzt auch für Großbritannien lukrativer zu machen. Das Werk wurde breit rezensiert; in politischen Kreisen blieb die Rezeption ihrer als unzeitgemäß betrachteten Ideen jedoch hinter ihren Hoffnungen zurück.
Die Missionare der anglikanischen Kirche kritisierte sie heftig für ihre Versuche, Afrikaner zu „europäisieren“. Praktiken wie Polygamie und Kannibalismus, die weiße Europäer schockierten, wollte sie nicht abgeschafft wissen, sondern versuchte, sie zu erklären. Anders war es bei der in Calabar verbreitet anzutreffenden Praxis der Tötungen von Zwillingskindern; hier befürwortete sie die Überzeugungsarbeit der schottischen Missionarin Mary Slessor, mit der sie eine gute Freundschaft verband. Ihr Kulturrelativismus speist sich dabei aus einer differenzialistischen und zugleich hierarchischen Vorstellung menschlicher „Rassen“. Demzufolge sei „a black man […] no more an undeveloped white man than a rabbit is an undeveloped hare.“ Ein Verbot des Verkaufs von Alkohol an Afrikaner, wie es Abstinenzler anstrebten, lehnte sie ebenfalls ab – nicht zuletzt, weil sie auf ihren Reisen enge und freundschaftliche Kontakte zu Liverpooler Händlern geknüpft hatte, die vom Ginhandel lebten. Für die zeitgenössische Suffragettenbewegung hegte sie keine Sympathien, da ihre Auffassung von den Geschlechtern ebenso differentialistisch war wie ihre „Rassen“ideologie: „[T]he mental difference between the two races is very similar to that between men and women among ourselves. A great woman, either mentally or physically, will excel an indifferent man, but no woman ever equals a really great man.“

### Am Ende ihres Lebens

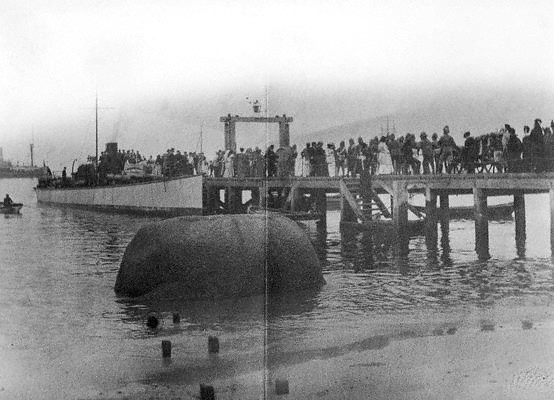
Seebestattung Kingsleys (1900)

Kingsley hatte eine dritte Reise an die Westküste Afrikas geplant, änderte ihre Pläne jedoch nach dem Ausbruch des Burenkrieges. Stattdessen fuhr sie nach Südafrika und bot ihre Dienste als Krankenschwester an. Sie starb, keine 38 Jahre alt, an Typhus in Simonstown bei Kapstadt in einem Kriegsgefangenenlager, wo sie internierte Buren behandelte.
Wie sie es sich gewünscht hatte, erhielt Mary Kingsley eine Seebestattung; als erster Frau ließ man ihr militärische Ehren zuteilwerden.

## Bedeutung
Kingsleys Feldforschung trug mit damals verhältnismäßig neuen ethnologischen Arbeitsmethoden zahlreiche Informationen über die Lebensweise westafrikanischer Menschen in den 1890er Jahren nach Europa. Dabei verstand sie ihr Werk auch als durchaus politisch: Sie argumentierte gegen die damals in Europa und Amerika vorherrschende Vorstellung, schwarze Menschen seien „Primitive“ und Europa müsse Afrika „zivilisieren“. Teile ihres Werks sind dabei durchaus widersprüchlich; so stellte sie die Ideologie einer „weißen“ Überlegenheit und den expansiven europäischen Imperialismus nie in Frage. Gleichzeitig trug ihr Wille zum Verständnis von Afrikanern auf der Grundlage damals neuer Forschungsmethoden – nicht zuletzt durch ihren lebhaften Erzählstil – in England auch zu einem differenzierteren Bild der Menschen in Westafrika bei.
Kingsleys politische Bedeutung wird in der Forschung zwiespältig gesehen: Sie war Akteurin des britischen Kolonialismus; gleichzeitig wurde ihr aufrichtiges Interesse auch in der indigenen Bevölkerung durchaus geschätzt. Direkten Einfluss auf die britische Kolonialpolitik hatte sie nicht; indirekt wird ihre Arbeit von Forschern jedoch auch als eine der Grundlagen für die späteren Aktivitäten von Kolonialismuskritikern wie Edmund Dene Morel gesehen, der Kingsley selbst als seine „Mentorin“ bezeichnete.

## Werke (Monografien)
- Travels in West Africa, London: Macmillan 1897.
- West African Studies, London: Macmillan 1899.
- The Story of West Africa, London: Horace Marshall 1900.
- Notes on Sports and Travel, London: Macmillan 1900.

## Veröffentlichungen in deutscher Sprache
- Die grünen Mauern meiner Flüsse, Aufzeichnungen aus Westafrika, Auszüge und Fotografien aus Travels in West Africa, London 1897, C. Bertelsmann, München 1989, ISBN 3-570-02655-8.
  - als dtv-Taschenbuch, München 1992, ISBN 3-423-30315-8.
- Reisen in Westafrika, Durch Französisch-Kongo, Corisco und Kamerun, Edition Erdmann, 4. Auflage, Lenningen 2016, ISBN 978-3-86539-861-1.

## Dokumentation
- Tropenfieber – Wagnis im Dschungel. Mary Kingsley unter Kannibalen, Soundtrack – Vangelis – Mutiny on the Bounty ZDF-Terra X, Deutschland 2007, 45 Min.[9]
- Entdecker (Original: Ten Who Dared: The Explorers) – Mary Kingsley, Großbritannien 1973, 45 Min., 1976 ARD-Fernsehen